# Premios Butaca
Los Premios Butaca o Premios Butaca de teatro y cine de Cataluña (en catalán Premis Butaca de teatre i cinema de Catalunya) son teatrales y cinematográficos de Cataluña.

## Historia
El evento se lleva a cabo desde el año 1995. Rinde homenaje a los logros en las categorías de teatro y cine. En ambos casos, de obras y películas estrenadas en Cataluña.
Nacieron en un programa de radio local de Premiá de Mar y los premiados son elegidos por votación entre los espectadores. De ahí viene el nombre de estos Premios.
Desde el año 2006, se entregan en diferentes localidades catalanas:
| Edición | Año  | Lugar                                                  |
| ------- | ---- | ------------------------------------------------------ |
| I       | 1995 | Premiá de Mar, Barcelona                               |
| II      | 1996 | Premiá de Mar, Barcelona                               |
| III     | 1997 | Premiá de Mar, Barcelona                               |
| IV      | 1998 | Premiá de Mar, Barcelona                               |
| V       | 1999 | Premiá de Mar, Barcelona                               |
| VI      | 2000 | Premiá de Mar, Barcelona                               |
| VII     | 2001 | Premiá de Mar, Barcelona                               |
| VIII    | 2002 | Premiá de Mar, Barcelona                               |
| IX      | 2003 | Premiá de Mar, Barcelona                               |
| X       | 2004 | Premiá de Mar, Barcelona                               |
| XI      | 2005 | Premiá de Mar, Barcelona                               |
| XII     | 2006 | Espai Cúbic, Viladecans, Barcelona                     |
| XIII    | 2007 | Pavelló d'Esports Teresa Maria Roca, Mataró, Barcelona |
| XIV     | 2008 | Premiá de Mar, Barcelona                               |
| XV      | 2009 | Museo Marítimo de Barcelona                            |
| XVI     | 2010 | Artèria Paral·lel, Barcelona                           |
| XVII    | 2011 | Sala Fabià Puigserver, Teatre Lliure, Barcelona        |
| XVIII   | 2012 | Mercat de les Flors, Barcelona                         |
| XIX     | 2013 | Sala Tallers, Teatre Nacional de Catalunya, Barcelona  |
| XX      | 2014 | Teatro Principal, Barcelona                            |
| XXI     | 2015 | Espai Lliure, Teatre Lliure, Barcelona                 |
| XXII    | 2016 | Teatro Apolo, Barcelona                                |
| XXIII   | 2017 | Mercat de les Flors, Barcelona                         |
| XXIIV   | 2018 | Teatro-Auditorio Sant Cugat, San Cugat del Vallés      |
| XXV     | 2019 | Mercat de les Flors, Barcelona                         |
| XXVI    | 2020 | Centre l'Amistat, Premiá de Mar, Barcelona             |

## Categorías de premios
- Mejor espectáculo teatral.

- Mejor montaje de pequeño formato.

- Mejor espectáculo de danza.

- Mejor espectáculo de teatro musical.

- Mejor guion teatral.

- Mejor director de teatro.

- Mejor actor protagonista de teatro.

- Mejor actriz protagonista de teatro.

- Mejor actor de teatro musical.

- Mejor actriz de teatro musical.

- Mejor actor de reparto teatral.

- Mejor actriz de reparto teatral.

- Mejor escenografía.

- Mejor diseño de vestuario.

- Mejor diseño de iluminación.

- Mejor película.

- Mejor actor de cine.

- Mejor actriz de cine.

- Mejor medio de difusión de cine.

- Mejor medio de difusión de teatro.

También se podrán conceder Premios honoríficos.

## Premio al mejor espectáculo teatral
| Edición | Año  | Obra                                   |
| ------- | ---- | -------------------------------------- |
| I       | 1995 | Sweeney Todd                           |
| II      | 1996 | Pel davant i pel darrera               |
| III     | 1997 | Àngels a Amèrica                       |
| IV      | 1998 | Paraules encadenades                   |
| V       | 1999 | La reina de bellesa de Leenane         |
| VI      | 2000 | La vida es sueño                       |
| VII     | 2001 | Titus Andrònic                         |
| VIII    | 2002 | Escenes d'una execució                 |
| IX      | 2003 | Dissabte, diumenge i dilluns           |
| X       | 2004 | El mestre i Margarida                  |
| XI      | 2005 | Forasters                              |
| XII     | 2006 | Antígona                               |
| XIII    | 2007 | Plataforma                             |
| XIV     | 2008 | Germanes                               |
| XV      | 2009 | La casa de Bernarda Alba               |
| XVI     | 2010 | El ball                                |
| XVII    | 2011 | Agost                                  |
| XVIII   | 2012 | Incendis                               |
| XIX     | 2013 | Els feréstecs                          |
| XX      | 2014 | L'Orfe del clan dels Zhao              |
| XXI     | 2015 | El Rei Lear                            |
| XXII    | 2016 | Dansa d'agost                          |
| XXIII   | 2017 | L'ànec salvatge                        |
| XXIV    | 2018 | Sopa de pollastre i ordi               |
| XXV     | 2019 | Àngels a Amèrica                       |
| XXVI    | 2020 | Jerusalem                              |
| XXVII   | 2021 | Canto jo i la muntanya balla           |
| XXVIII  | 2022 | L'oreneta                              |
| XXVIX   | 2023 | Tots eren fills meus                   |
| XXX     | 2024 | El dia del Watusi/La plaça del Diamant |